# Dresserus fuscus
Dresserus fuscus is een spinnensoort uit de familie van de fluweelspinnen (Eresidae).
De wetenschappelijke naam van de soort werd in 1876 gepubliceerd door Eugène Simon.